# ს
Sani (asomtavruli Ⴑ, nuskhuri ⴑ, mkhedruli ს) es la vigésima letra del alfabeto georgiano.
En el sistema de numeración georgiano tiene un valor de 200.
Sani representa comúnmente la fricativa alveolar sorda /s/ como la pronunciación de S en "sol".

## Letra
| asomtavruli | nuskhuri | mkhedruli |
| ----------- | -------- | --------- |
|             |          |           |

## Codificación digital
| asomtavruli | nuskhuri | mkhedruli |
| ----------- | -------- | --------- |
| U + 10B1    | U + 2D11 | U + 10E1  |

## Braille
| mkhedruli |
| --------- |
|           |